# 凱西·德拉夸
凱西·德拉夸（Casey Dellacqua、1985年2月11日—）是澳洲前職業女子網球運動員。
2013年與阿什莉·巴蒂搭檔，在澳網、溫網、美網皆奪下女雙亞軍，表現良好但欠缺臨門一腳。另外曾在2008年法國網球公開賽與義大利球員弗蘭切斯卡·斯基亞沃內合作，闖入女雙決賽獲得亞軍。于2018年退役。

## 外部連結
- 官方网站
- 凱西·德拉夸的国际女子网球协会官方資料（英文）
- 凱西·德拉夸的國際網球總會 職業／青少年 官方資料（英文）
- Fed Cup - Player profile - Casey DELLACQUA (AUS)（页面存档备份，存于） （英文）
- Casey Dellacqua – Player Profiles - Players and Rankings - News and Events - Tennis Australia（页面存档备份，存于） （英文）
- 凱西·德拉夸的X（前Twitter）